# Ekstraliga baseballowa (2015)
Ekstraliga baseballowa 2015 – 31. edycja ekstraligi baseballowej, organizowana przez Polski Związek Baseballu i Softballu. Triumfatorem rozgrywek została Stal Kutno.

## Runda zasadnicza
| Lp. | Drużyna           | Mecze | Mecze | Mecze | Punkty | Punkty | Punkty |
| Lp. | Drużyna           | M     | W     | P     | +      | –      | +/–    |
| --- | ----------------- | ----- | ----- | ----- | ------ | ------ | ------ |
| 1.  | Stal Kutno        | 20    | 13    | 7     | 137    | 60     | +77    |
| 2.  | Centaury Warszawa | 20    | 13    | 7     | 92     | 57     | +35    |
| 3.  | Baseball Wrocław  | 20    | 13    | 7     | 111    | 99     | +12    |
| 4.  | Dęby Osielsko     | 20    | 11    | 9     | 116    | 80     | +36    |
| 5.  | Silesia Rybnik    | 20    | 7     | 13    | 117    | 150    | -33    |
| 6.  | Gepardy Żory      | 20    | 4     | 16    | 75     | 152    | -77    |

|  | Awans do rundy play-off |

### Wyniki
| Gospodarz/Gość    | KUT  | WAR  | WRO   | OSI  | RYB  | ŻOR  |
| ----------------- | ---- | ---- | ----- | ---- | ---- | ---- |
| Stal Kutno        | —    | 6:5  | 3:4   | 1:6  | 5:2  | 10:0 |
| Stal Kutno        | —    | 4:6  | 0:2   | 8:10 | 7:5  | 3:1  |
| Centaury Warszawa | 2:4  | —    | 0:4   | 2:1  | 7:0  | 9:5  |
| Centaury Warszawa | 0:4  | —    | 8:0   | 4:0  | 7:0  | 3:2  |
| Baseball Wrocław  | 0:15 | 2:4  | —     | 2:0  | 8:11 | 9:6  |
| Baseball Wrocław  | 0:2  | 1:7  | —     | 6:5  | 16:9 | 7:2  |
| Dęby Osielsko     | 10:0 | 7:0  | 2:0   | —    | 7:5  | 8:2  |
| Dęby Osielsko     | 11:6 | 1:3  | 5:6   | —    | 3:4  | 14:4 |
| Silesia Rybnik    | 1:14 | 6:3  | 10:12 | 8:3  | —    | 3:8  |
| Silesia Rybnik    | 3:15 | 7:10 | 15:5  | 2:7  | —    | 7:2  |
| Gepardy Żory      | 3:10 | 0:10 | 2:3   | 15:9 | 8:7  | —    |
| Gepardy Żory      | 4:5  | 3:2  | 3:14  | 2:7  | 3:12 | —    |

Źródła:

## Runda play-off
|  |           |                   |           |                   |   |       |            |       |
|  | Półfinały | Półfinały         | Półfinały |                   |   | Finał | Finał      | Finał |
|  | Półfinały | Półfinały         | Półfinały |                   |   | Finał | Finał      | Finał |
|  |           |                   |           |                   |   |       |            |       |
|  |           |                   |           |                   |   |       |            |       |
|  | 1         | Stal Kutno        | 3         |                   |   |       |            |       |
|  | 1         | Stal Kutno        | 3         |                   |   |       |            |       |
|  | 4         | Dęby Osielsko     | 0         |                   |   |       |            |       |
|  | 4         | Dęby Osielsko     | 0         |                   |   | 1     | Stal Kutno | 3     |
|  |           |                   |           |                   |   | 1     | Stal Kutno | 3     |
|  |           |                   | 2         | Centaury Warszawa | 1 |       |            |       |
|  | 2         | Centaury Warszawa | 2         | Centaury Warszawa | 1 | 3     |            |       |
|  | 2         | Centaury Warszawa |           |                   |   |       |            |       |
|  | 3         | Baseball Wrocław  | 1         |                   |   |       |            |       |
|  | 3         | Baseball Wrocław  | 1         | Mecz o 3. miejsce |   |       |            |       |
|  |           |                   |           |                   |   |       |            |       |
|  |           |                   |           |                   |   |       |            |       |
|  |           |                   |           |                   |   |       |            |       |
|  | 3         | Baseball Wrocław  | 3         |                   |   |       |            |       |
|  | 3         | Baseball Wrocław  | 3         |                   |   |       |            |       |
|  | 4         | Dęby Osielsko     | 1         |                   |   |       |            |       |
|  | 4         | Dęby Osielsko     | 1         |                   |   |       |            |       |

### Półfinały
Stal Kutno vs Dęby Osielsko
| Data       | Gospodarz     | Wynik | Gość          | Przypisy |
| ---------- | ------------- | ----- | ------------- | -------- |
| 05.09.2015 | Stal Kutno    | 9:3   | Dęby Osielsko | [ 12 ]   |
| 06.09.2015 | Stal Kutno    | 16:6  | Dęby Osielsko | [ 12 ]   |
| 12.09.2015 | Dęby Osielsko | 1:7   | Stal Kutno    | [ 13 ]   |

Centaury Warszawa vs Baseball Wrocław
| Data       | Gospodarz         | Wynik | Gość              | Przypisy |
| ---------- | ----------------- | ----- | ----------------- | -------- |
| 05.09.2015 | Centaury Warszawa | 9:1   | Baseball Wrocław  | [ 12 ]   |
| 06.09.2015 | Centaury Warszawa | 1:5   | Baseball Wrocław  | [ 12 ]   |
| 12.09.2015 | Baseball Wrocław  | 3:6   | Centaury Warszawa | [ 13 ]   |
| 13.09.2015 | Baseball Wrocław  | 0:6   | Centaury Warszawa | [ 13 ]   |

### Mecz o 3. miejsce
| Data       | Gospodarz        | Wynik | Gość             | Przypis |
| ---------- | ---------------- | ----- | ---------------- | ------- |
| 26.09.2015 | Baseball Wrocław | 4:3   | Dęby Osielsko    | [ 14 ]  |
| 27.09.2015 | Baseball Wrocław | 3:6   | Dęby Osielsko    | [ 14 ]  |
| 03.10.2015 | Dęby Osielsko    | 1:5   | Baseball Wrocław | [ 15 ]  |
| 04.10.2015 | Dęby Osielsko    | 6:7   | Baseball Wrocław | [ 15 ]  |

### Finał
| Data       | Gospodarz         | Wynik | Gość              | Przypis |
| ---------- | ----------------- | ----- | ----------------- | ------- |
| 26.09.2015 | Stal Kutno        | 14:3  | Centaury Warszawa | [ 14 ]  |
| 27.09.2015 | Stal Kutno        | 1:11  | Centaury Warszawa | [ 14 ]  |
| 03.10.2015 | Centaury Warszawa | 1:2   | Stal Kutno        | [ 15 ]  |
| 04.10.2015 | Centaury Warszawa | 0:1   | Stal Kutno        | [ 15 ]  |

| Mistrz Polski 2015 Zwycięzcy |
| ---------------------------- |
| Stal Kutno 17. Tytuł         |